# Majdan Kawęczyński
Majdan Kawęczyński (pronunciación en polaco: /ˈmajdaŋ kavɛnˈtʂɨj̃skʲi/) es un pueblo ubicado en el distrito administrativo de Gmina Piaski, dentro del Condado de Świdnik, Voivodato de Lublin, en Polonia oriental. Se encuentra aproximadamente a 8 kilómetros al oeste de Piaski, a 10 kilómetros al sur de Świdnik, y a 18 kilómetros al sureste de la capital regional Lublin.
El pueblo tiene una población aproximada de 160 habitantes.